# Saint-Jean-de-Livet
Saint-Jean-de-Livet är en kommun i departementet Calvados i regionen Normandie i norra Frankrike. Kommunen ligger i kantonen Lisieux 3e Canton som ligger i arrondissementet Lisieux. År 2022 hade Saint-Jean-de-Livet 238 invånare.

## Befolkningsutveckling
Antalet invånare i kommunen Saint-Jean-de-Livet
Referens:INSEE